# 26736 Rojeski
26736 Rojeski è un asteroide della fascia principale. Scoperto nel 2001, presenta un'orbita caratterizzata da un semiasse maggiore pari a 2,3815815 UA e da un'eccentricità di 0,1174949, inclinata di 5,90180° rispetto all'eclittica.